# Lukavac, Valjevo
Lukavac (izvirno srbsko Лукавац) je naselje v Srbiji, ki upravno spada pod Mesto Valjevo; slednja pa je del Kolubarskega upravnega okraja.
- Lukavac - panorama
- Lukavac - panorama
- Lukavac - panorama
- Lukavac - panorama
- Lukavac - panorama
- Lukavac - panorama
- Lukavac - podeželja nepremičnine
- Lukavac - podeželja nepremičnine
- Lukavac - podeželja nepremičnine

## Demografija
V naselju živi 822 polnoletnih prebivalcev, pri čemer je njihova povprečna starost 38,9 let (38,8 pri moških in 39,0 pri ženskah). Naselje ima 384 gospodinjstev, pri čemer je povprečno število članov na gospodinjstvo 2,74.
To naselje je, glede na rezultate popisa iz leta 2002, večinoma srbsko, a v času zadnjih treh popisov je opazno zmanjšanje števila prebivalcev.
|  |

| Demografija | Demografija     | Demografija     |
| Leto        | Št. prebivalcev | Št. prebivalcev |
| ----------- | --------------- | --------------- |
|             |                 |                 |
|             |                 |                 |
|             |                 |                 |
|             |                 |                 |
| 1948        | 1218            |                 |
| 1953        | 1284            |                 |
| 1961        | 1249            |                 |
| 1971        | 1197            |                 |
| 1981        | 1182            |                 |
| 1991        | 1128            | 1086            |
| 2002        | 1127            | 1054            |
|             |                 |                 |

| Etnična sestava po popisu iz leta 2002 | Etnična sestava po popisu iz leta 2002 | Etnična sestava po popisu iz leta 2002 | Etnična sestava po popisu iz leta 2002 | Etnična sestava po popisu iz leta 2002 |
| -------------------------------------- | -------------------------------------- | -------------------------------------- | -------------------------------------- | -------------------------------------- |
| Srbi                                   | Srbi                                   |                                        | 1.009                                  | 95,73%                                 |
| Romi                                   | Romi                                   |                                        | 36                                     | 3,41%                                  |
| Romuni                                 | Romuni                                 |                                        | 1                                      | 0,09%                                  |
| Makedonci                              | Makedonci                              |                                        | 1                                      | 0,09%                                  |
| Neznano                                | Neznano                                |                                        | 6                                      | 0,56%                                  |